# Terra memoria
Terra memoria is een compositie van Kaija Saariaho.
Het is een werk dat bestaat uit één lange boog. De muziek komt uit het niets op (in de partijen staat dat het werk begint als of de muziek er al een tijdje onhoorbaar is), komt tot een climax om dan vervolgens weer in stilte weg te zakken (opnieuw moet de muziek onhoorbaar doorgaan). Het werk is geschreven voor strijkkwartet (versie 2007 voor het Emerson Quartet voor een concert in Carnegie Hall) dan wel strijkorkest (versie 2009), waarbij de diverse instrumenten op alle mogelijke manieren bespeeld moeten worden, waarbij alles nog eens exact in de partituur is aangegeven.
De componist legde de titel als volgt uit: aarde en geheugen; het gaat over mensen die ooit op aarde leefden en inmiddels zijn overleden, maar nog wel in geheugens van anderen voortleven.
Orkestratie strijkorkest: violen, altviolen, celli, contrabassen